# Салвадор (мезорегіон)

Агломерація Салвадор на карті штату Баїя

Салвадор або Агломерація Салвадор (порт. Mesorregião Metropolitana de Salvador) — адміністративно-статистичний мезорегіон в Бразилії, входить в штат Баїя. Населення становить 4,08 млн осіб на 2005 рік. Займає площу 11 241,060 км². Густота населення — 363,0 чол./км². Саме в цьому мезорегіоні розташована столиця і найбільший промисловий центр держави. Його населення становить приблизно чотири мільйони шістсот тисяч мешканців.

## Склад мезорегіону
В мезорегіон входять наступні мікрорегіони:
1. Кату
2. Салвадор
3. Санту-Антоніу-ді-Жезус

| Бразилія | Це незавершена стаття з географії Бразилії. Ви можете допомогти проєкту, виправивши або дописавши її. |